# Csókos Varga Györgyi
Csókos Varga Györgyi (Budapest, 1926. január 5. — Budapest, 2012. december 6.) magyar képzőművész, festő, iparművész. Etyek díszpolgára, Magyar Örökség díjas.

## Életútja
Atyja székely ősei az erdélyi, ma már nem létező Csókfalva községből települtek át 1800-ban Magyarországra. Nagyanyja, Wilhelmina Conradt fényképész volt, édesanyja Vásárhelyi Stefánia iparművész. 1949-ben diplomázott a Képzőművészeti Főiskolán festő szakon. Bernáth Aurél volt a mestere és a székely szövőasszonyok. Szót értett a második világháború végén a svábok helyére telepített etyeki székely öregasszonyokkal, akik a szövés, fonás, textilfestés népművészeti hagyományait hozták magukkal. Mozaik művei Fónyi Géza, Barcsay Jenő hatását mutatják. A népművészeti gyűjtést Kresz Mária, Szentimrey Judit, Borbély Jolán példája nyomán kezdte. Könyveket írt kutatásairól, szövései, festőnövényei felfedezéseiről. Igazi szakterülete a textilművészet lett és a textilművészet tanítása.
Férje Csákvári Nagy Lajos szobrászművész. Fiatal házas korukban Csákváron tanítottak mindketten, onnan 1954-ben el kellett jönniök, Etyeken telepedtek meg eleinte nagyon szegényes körülmények közt. Nyolc gyermeküket nevelték fel (Kolozs, Kinga, Kristóf, Péter, Daniella, Bertalan, Fülöp, Niké), mind gyakorolja a művészeti alkotás valamelyik ágát.

## Munkássága
Az 1950-es évek második felében Fónyi Gézával az inotai mozaikokat készítette, majd poliészter kísérletekbe kezdett, s sötét tónusú képeket festett és megalkotta Korniss Dezsővel a keceli iskola poliészter világító falát. Az 1960-as évek első felében férjével, Csákvári Nagy Lajossal Barcsay Jenő mozaikjain dolgozott. Az 1960-as évek második felétől érdeklődése a textilművészet felé fordult, s nagy sikereket aratott ezen a területen.
Csókos Varga Györgyi és két fia 1973-ban kiállíthatta műveit Franciaországban, ehhez márkanév kellett, így született meg az Etyeki Műhely. Budapestre is az Etyeki Műhelyből jött kiállítani „Györgyi anya és fia.” Később megkeresték a művésznőt és családját Németországból és Indiából is. Borbély Jolán tehetségpártolása révén az 1970-es és az 1980-as években sok fiatal tanulta a textiltervezést, a növényi-textilfestést, a szövést, a fonást az Etyeki Műhelyben Csókos Varga Györgyi mester keze alatt. Tudását nem titkolta vagy rejtegette, tanította gyermekeinek, tanítványainak, megörökítette könyvekben is a következő nemzedékek számára.
Az 1980-as évektől a szövés mellett egyre könnyebb anyagokból, egyedi módon színezett, különleges papírokból kollázsokat, figurális képeket is készített. A többféle technikát, anyagot és stílust ötvöző életműve grafikákkal és akvarellekkel egészült ki.

## Kiállításai (válogatás)

### Egyéni
- 1954 – Coburg,
- 1971 – Kunstverein,
- 1974 – Párizs, Courcelle,
- 1975 – Gárdony,
- 1976 – Székesfehérvár,
- 1978 – Mini Galéria (Újpest),
- 1982 – Colmar,
- 1996 – OTP Galéria,
- 1983 – Toulouse,
- 1981 – Die Drome,
- 1993 – Correns,
- 2006 – Révkomárom.

### Csoportos
- Ernst Múzeum,
- Legújabbkori Történeti Múzeum,
- Vigadó Galéria,
- Néprajzi Múzeum,
- Csók Galéria, Műcsarnok,
- Szolnoki Galéria,
- István Király Múzeum, Székesfehérvár,
- Zichy Kastély,
- Magyar Nemzeti Galéria
- Mexikó
- Caracas 1976,
- Torino

## Köztéri munkái
- játszótér (1975, Csepel),
- szőnyeg (1978–79, házasságkötő terem, Tiszakürt),
- textilszőttes (1981, házasságkötő terem, Etyek),
- kálvária mozaik (1997, Girincs),
- szőttes (1998, hittanterem, Etyek),
- Gellért és Imre mozaik (1998, Köröm),
- kálvária mozaik (2000, Etyek),
- Görög Színház mozaik (2006, Etyek)[2]

## Kötetei (válogatás)
- Festés, szövés / írta és rajz. Csókos Varga Györgyi. Budapest : Calibra Kiadó Kft., 1995. 80 p. ill.
- Etyeki képes krónika, 1946–1996 / [sajtó alá rend. Csókos Varga Györgyi]. Etyek : Biadrukt, 1996. 100 p. ill.
- Etyeki képes krónika : mesterség, tanulás : 1500–1997 / [lejegyezte Csókos Varga Györgyi] ; [írta és mondta az etyeki nép]. Etyek : Biadrukt, 1997. 75 p., [8] t. ill.
- euroArt '98 : : Etyek / [szerk. Csókos Varga Györgyi] ; [rend., kiad. Etyek Község Önkormányzata]. Etyek : Önkormányzat, 1998. 32 p. ill.
- Festékeskönyv / Csókos Varga Györgyi ; [... fotókat kész. Nagy Fülöp et al.]. Budapest : Glia Kft., 2008. 264 p. ill.[3]

## Díjak, elismerések
- Élő Nemzeti Kincs (Bisztrai György katolikus közösségvezető díja)
- Hungaria Nostra-díj
- Életfa-díj
- Etyek Község díszpolgára
- Magyar Örökség díj (2011)[4]